# Вјекослава Хуљић
Вјекослава Хуљић (девојачки Толић; рођена 27. марта 1963) је хрватска списатељица. Рођена је у Дувну, а одрасла у Сплиту, Хуљићева се показала као успешан текстописац са неколико хитова хрватске групе Магазин. Сматра се једном од најпродуктивнијих и најуспешнијих хрватских писаца и текстописаца, а најпознатија је по сарадњи са супругом и музичарем Тончијем Хуљићем.
Њено стваралаштво је популарно и код младих и код старијих.  Хуљићева је у периоду своје каријере написала више од 600 песама, од којих су многе постале најпродаванији синглови извођача за које су писали, пре свега Магазина, Јелене Розге, Дорис Драговић, Минее, Петра Граша и Данијеле Мартиновић. Њени најновији радови са Тончијем Хуљићем и Мадре Бадеса бендом укључују писање позајмљеницама далматинског језика.

## Биографија
Хуљић је рођена као Вјекослава Толић 1963. године у Дувну од мајке Иве Толић, из Кола, и оца Бранка Толића, адвоката из Имотског.  Хуљић је средња од три сестре.  У детињству се са родитељима преселила у Сплит. Током детињства, Вјекослава Хуљић је једанаест година похађала часове клавира. Поред тога, са својим сестрама је изводила песме италијанског кантаутора Серђа Ендрига пред родитељима. 
Хуљићева је похађала Основну школу Братство и јединство у Сплиту. Као веома уздржано и стидљиво дете, њена породица није знала да ли ће се прилагодити комуникацији у школи. Хуљићева је у младости студирала право на Свеучилишту у Сплиту. Радила је само четири године као судијски приправник пре него што је прешла на књижевни правац са песмама, романима и писањем песама.

## Каријера писања песама
Хуљић је 1981. дебитовала на годишњем Загребфесту са песмом „Не брини ништа“. Своју кантауторску каријеру наставила је са неколико песама са албума Магазина који је тада још увек настајао као бенд. Два највећа хита које је написала за бенд док је Љиљана Николовска још била певачица су „Рано раније“, „Балканска улица“ и „Љубе се добри, лоши, зли“. На неколико ранијих песама Магазина радила је и са српском текстописцем Марином Туцаковић. 1991. године, када је Николовска напуштала групу, наследила ју је Данијела Мартиновић; Хуљићева је написала неколико највећих хитова које је певала у групи, међу којима су „Да ми те заљубит у мене (Старимо душо)”, „Чари” и „Тишина” који су сви уврштени на албум Да ми те заљубит у мене (1991.). Када је Мартиновићева кренула у соло каријеру, Хуљић је био и један од главних текстописаца њених песама „Зовем те ја” (1996) и „Да је слађе заспати” (1998). Такође је текстописац многих врхунских синглова које је аранжирао и продуцирао њен супруг Тончи Хуљић, музичар и продуцент. 

## Писање збирки песама и романа
Као писац се појавила 1986. године, када је објавила своју прву збирку песама под називом Јутрооки. Након тога објавила је и неколико књига и романа за децу. Године 2020. добила је награду Анто Гардаш за роман Мој Титаник не тоне.  Вјекослава Хуљић је 2022. године представила своју четрнаесту књигу под називом La Petite Marie у издању Вечерњег листа. Радња књиге, која се дешава у Сплиту и Паризу, врти се око породичног живота и потраге за идентитетом и коренима. По објављивању, књига је описана као ауторово „најзрелије дело до сада“. 

## Лични живот
Вјекослава Хуљић је добила два Златна пера у категорији Најбољи млади књижевни уметник у основној школи.
Вјекослава Хуљић се 1987. године удала за Тончија Хуљића са којим има двоје деце Ивана и Хану Хуљић. Њих двоје су се упознали када су имали 18 година на концерту на којем је Тончи свирао клавир; излазили су седам до осам година пре него што су се венчали када је Вјекослава имала 26 година.  Упркос њиховој широкој популарности у Хрватској и ширем региону Балкана, њих двоје су своје животе држали приватним и далеко од медија. 

## Литерарни рад
- Јутрооки, збирка песама (1986)
- Чампро, збирка бајки (2000)
- Максове шумотворине, роман (2002)
- Очи у очи с небом, роман (2003)
- Лонац за чаролије, збирка прича (2007)
- Мој тата је луд за мном, роман (2011)
- Моја бака има дечка, роман (2013)
- Моја сестра је мрак, роман (2015)
- Моји мисле да ја лажем, роман (2016)
- Моје љето с Пикасом, роман за децу (2018)
- Мој Титаник не тон, роман (2019)
- La Petite Marie (2022)